# Theis Molin
Theis Molin (født 16. juni 1972) er en dansk instruktør og producer.
Theis Molin står bag nogle af de største danske live musik produktioner til DVD og modtog i 2010 Politikens publikumspris for filmen Lost Inside a Dream: The Story of Dizzy Mizz Lizzy om Dizzy Mizz Lizzys comeback turne. I november 2014 havde filmen Hornsleth - På dybt vand premiere på på Copenhagen International Documentary Festival og DR2. Filmen følger kunstneren Kristian von Hornsleth over 5 år.
Molin har en bachelor i litteraturhistorie og film- og medievidenskab fra Århus Universitet og stud. mag. i moderne kultur- og kulturformidling fra Københavns Universitet.

## Dokumentarfilm
- Hornsleth - På dybt vand (2014)
- En chokerende rejse - Hanna Ziadeh og det arabiske efterår (2013), DR2
- Hr. Boe og Co. laver Spies & Glistrup (2013), DR2
- Lost Inside a Dream: The Story of Dizzy Mizz Lizzy (2010), DR2
- Nephew: Roskilde 07:07:07, (2007), DR2
- Kim Larsen & Kjukken: En Lille Pose Støj (2007), DR1
- Sammen er vi stærke Portræt af filminstruktør Lotte Svendsen (2005), DR2
- Tim Christensen: From Roskilde to Abbey Road (2004)
- Mew: Roskilde '03, Saturday (2003), DR2
- 90'er digtere (1999) DR1 og DR2

## Live produktioner
- Sanne Salomonsen, Live (2014)
- Dizzy Mizz Lizzy:,The Reunion Tour: Live in Concert 2010 (2010)
- Kim Larsen: I Østre Gasværk (2009)
- Kim Larsen & Kjukken: Sange For Børn (2008)
- Tim Christensen: Perfektionist (2008)
- Tina Dickow: Roskilde 08' (2008)
- Nephew: 07.07.07 (2007)
- Mew: Live in Copenhagen (2006)
- Kim Larsen & Kjukken: En Lille Pose Støj (2007)
- Kim Larsen & Kjukken: Live i Vega (2006)
- The Raveonettes Live at Roskilde Festival (2005)